# Tokaj vasútállomás
Tokaj vasútállomás egy Borsod-Abaúj-Zemplén vármegyei vasútállomás, Tokaj településen, a MÁV üzemeltetésében. A belterület nyugati szélén helyezkedik el, közúti elérését a 38-as főútból kiágazó  36 308-as számú mellékút (Baross Gábor utca) biztosítja.

## Vasútvonalak
Az állomást az alábbi vasútvonalak érintik:
- Mezőzombor–Nyíregyháza-vasútvonal

## Kapcsolódó állomások
A vasútállomáshoz az alábbi állomások vannak a legközelebb:
- Tarcal vasútállomás (Mezőzombor–Nyíregyháza-vasútvonal)
- Rakamaz vasútállomás (Mezőzombor–Nyíregyháza-vasútvonal)

## Forgalom
| Járat           | Útvonal | Gyakoriság                                  |
| --------------- | --- | ------------------------------------------- |
| személyvonat    | Miskolc-Tiszai – Felsőzsolca – Hernádnémeti-Bőcs – Tiszalúc – Taktaharkány – Taktaszada – Szerencs – Mezőzombor – Tarcal – Tokaj – Rakamaz – Virányos – Görögszállás – Nyírtelek – Füzesbokor – Nyíregyháza                            | 1-2 óránként                                |
| személyvonat    | Szerencs – Mezőzombor – Tarcal – Tokaj – Rakamaz – Virányos – Görögszállás – Nyírtelek – Füzesbokor – Nyíregyháza | 2 óránként                                  |
| Tokaj InterCity | Budapest-Nyugati – Zugló – Kőbánya-Kispest – Ferihegy – Cegléd – Szolnok – Püspökladány – Hajdúszoboszló – Debrecen – Nyíregyháza – Tokaj – Szerencs – Miskolc-Tiszai – Füzesabony – Hatvan – Budapest-Keleti                          | 2 óránként                                  |
| Tokaj InterCity | Budapest-Nyugati – Zugló – Kőbánya-Kispest – Ferihegy – Cegléd – Szolnok – Püspökladány – Hajdúszoboszló – Debrecen – Nyíregyháza – Rakamaz – Tokaj – Szerencs – Miskolc-Tiszai                                                        | Napi 2 Budapest felé és napi 1 Miskolc felé |
| Tokaj InterCity | Budapest-Keleti – Hatvan – Füzesabony – Miskolc-Tiszai – Szerencs – Tokaj – Nyíregyháza – Debrecen (← Ebes ← Hajdúszoboszló ← Kaba ← Püspökladány ← Karcag ← Kisújszállás ← Fegyvernek-Örményes ← Törökszentmiklós ← Szajol ← Szolnok) | Napi 1 pár                                  |